# En ung flicka försvarar sig mot Eros
En ung flicka försvarar sig mot Eros (franska: Jeune fille se défendant contre l'Amour) är en oljemålning från omkring 1880, utförd av den franske målaren William Bouguereau.
Målningen föreställer en naken kvinna som knuffar bort en bevingad pojke, Eros, en kärleksgud i grekisk mytologi. Trots titeln, som antyder en kamp mellan Eros och kvinnan, ler kvinnan i fråga och tycks inte vara särskilt hårdhänt mot Eros.
Målningen ställdes ut på Parissalongen år 1880, och sedan sålde Bouguereau målningen till Adolphe Goupil. Målningen bytte sedan ägare två gånger under slutet av 1800-talet och sedan fyra gånger under 1900-talets första hälft. Målningen ägdes sist av J. Paul Getty, som sedan donerade målningen till sitt nystartade museum, J. Paul Getty Museum i Los Angeles i Kalifornien.